# José I của Bồ Đào Nha
Dom José I (tiếng Bồ Đào Nha: José Francisco António Inácio Norberto Agostinho,phát âm tiếng Bồ Đào Nha: [ʒuˈzɛ]; 6 tháng 6 năm 1714 – 24 tháng 2 năm 1777) biệt danh Nhà cải cách (tiếng Bồ Đào Nha: o Reformador), là Vua của Bồ Đào Nha từ ngày 31 tháng 7 năm 1750 cho đến khi qua đời.
Là con thứ ba và là con trai thứ hai của Vua João V, José trở thành người thừa kế của cha mình khi anh trai ông, Pedro, Vương tử Brasil qua đời. Năm 1729, ông kết hôn với Infanta Mariana Victoria, con gái lớn của Philip V của Tây Ban Nha. José và Mariana Victoria có bốn cô con gái: Maria, Mariana, Doroteia và Benedita.
Sau cái chết của cha mình vào năm 1750, José trở thành vua Bồ Đào Nha. Triều đại của ông đã chứng kiến những sự kiện lớn: trận động đất chết người ở Lisbon năm 1755 và cuộc xâm lược Bồ Đào Nha của Tây Ban Nha-Pháp năm 1762. José qua đời năm 1777 và được kế vị bởi con gái lớn của ông, Nữ hoàng Dona Maria I.

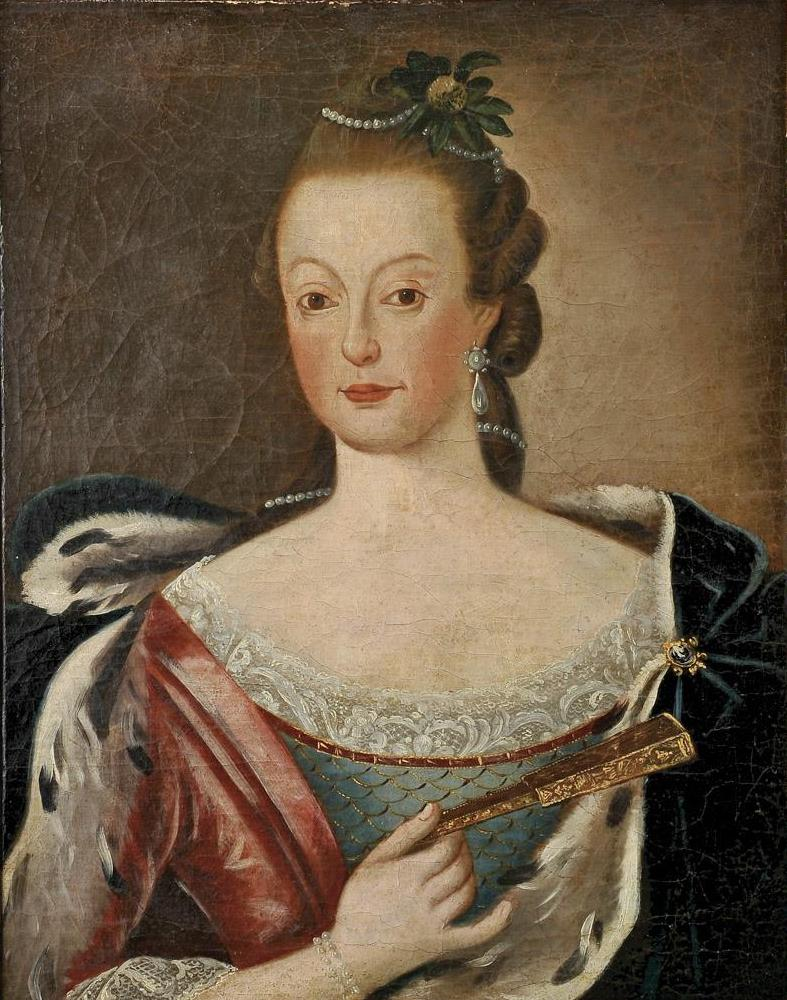
Vương hậu Dona Mariana Victoria